# 신천 김씨
신천 김씨(昇平金氏)는 황해남도 신천군을 본관으로 하는 한국의 성씨이다.
시조 김득추(金得秋)는 김알지의 후손이자, 조선의 개국공신인 김균(金稛)의 7세손으로 전해진다.

## 참고 자료
- “신천김씨(信川金氏)”. 뿌리를 찾아서.[깨진 링크(과거 내용 찾기)]